# Partiturbuch Ludwig

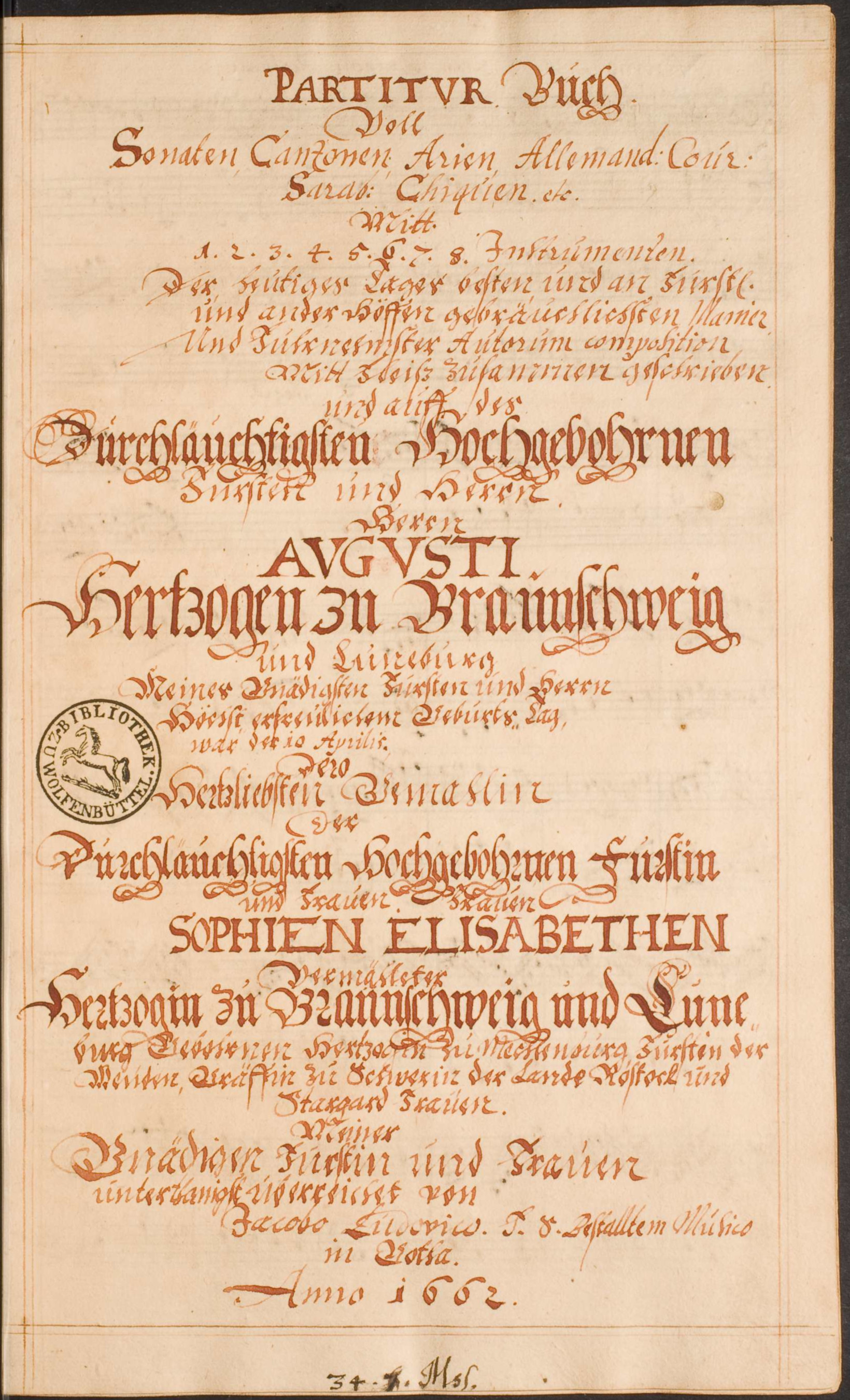
Das Deckblatt des Partiturbuch Ludwig

Das Partiturbuch Ludwig ist eine Sammlung von 114 Instrumentalstücken des 17. Jahrhunderts, die der Gothaer Musiker und Schreiber Jakob Ludwig (1623–1698, auch Jacobo Ludovico) seinem früheren Arbeitgeber Herzog August II. von Braunschweig-Wolfenbüttel zu dessen 83. Geburtstag am 10. April 1662 überreichte.

## Hintergründe und Entstehung
Herzog August II. (1579–1666) war zeit seines Lebens ein ausgesprochener Kunstliebhaber und gilt als einer der gelehrtesten Fürsten seiner Zeit. Sein besonderes Interesse galt Handschriften und Büchern, was seine ausgeprägte Sammeltätigkeit erklärt. Durch sie entstand die damals größte Bibliothek Europas, die Herzog August Bibliothek.
Für diese Bibliothek war das Manuskript des Partiturbuchs ursprünglich auch gedacht, wie die kunstvolle, fast kalligrafische Gestaltung desselben unterstreicht. Es war für die Musikpraxis unbrauchbar, hatte von Anfang an einen Kunstbuch-Charakter und war als Sammlerobjekt gemacht.
Es ist nicht bekannt, über welchen Zeitraum Jakob Ludwig die Sammlung angelegt hat, auch nicht, welche Quellen er benutzt hat. In Frage kommen unter anderem die benachbarten Fürstenhöfe Eisenach, Weimar und Arnstadt. Sicher ist hingegen, wie die Verbindung zwischen Jakob Ludwig und seinem Fürsten zustande kam: Von 1647 bis 1652 war er als Tenor in den Diensten des Herzogs angestellt. Möglicherweise wurde er von der musikalischen Gemahlin der Fürstin, Fürstin Sophie Elisabeth zu der Sammlung beauftragt.

## Inhalt und Aufbau
Die 114 Kompositionen des Partiturbuchs können in zwei Teile aufgeteilt werden: 108 nach Anzahl der beteiligten Instrumente (1–8) geordnete Musikstücke und sechs eher lose angehängte Triosonaten. Abgeschlossen wird das Manuskript durch ein gut dreiseitiges „Register derer so in diesem Partitur Buc[h]s zufinden[den]“ Stücke.
Der erste Teil beginnt mit Violin-Solo-Sonaten und endet mit einer achtstimmigen Sonata. Das Deckblatt des Codex nennt als entsprechenden Inhalt „Sonaten, Canzonen, Arien, Allemand[en], Cour[anten], Sarab[anden], Chiquen etc. Mitt. 1.2.3.4.5.6.7.8. Instrumenten“.

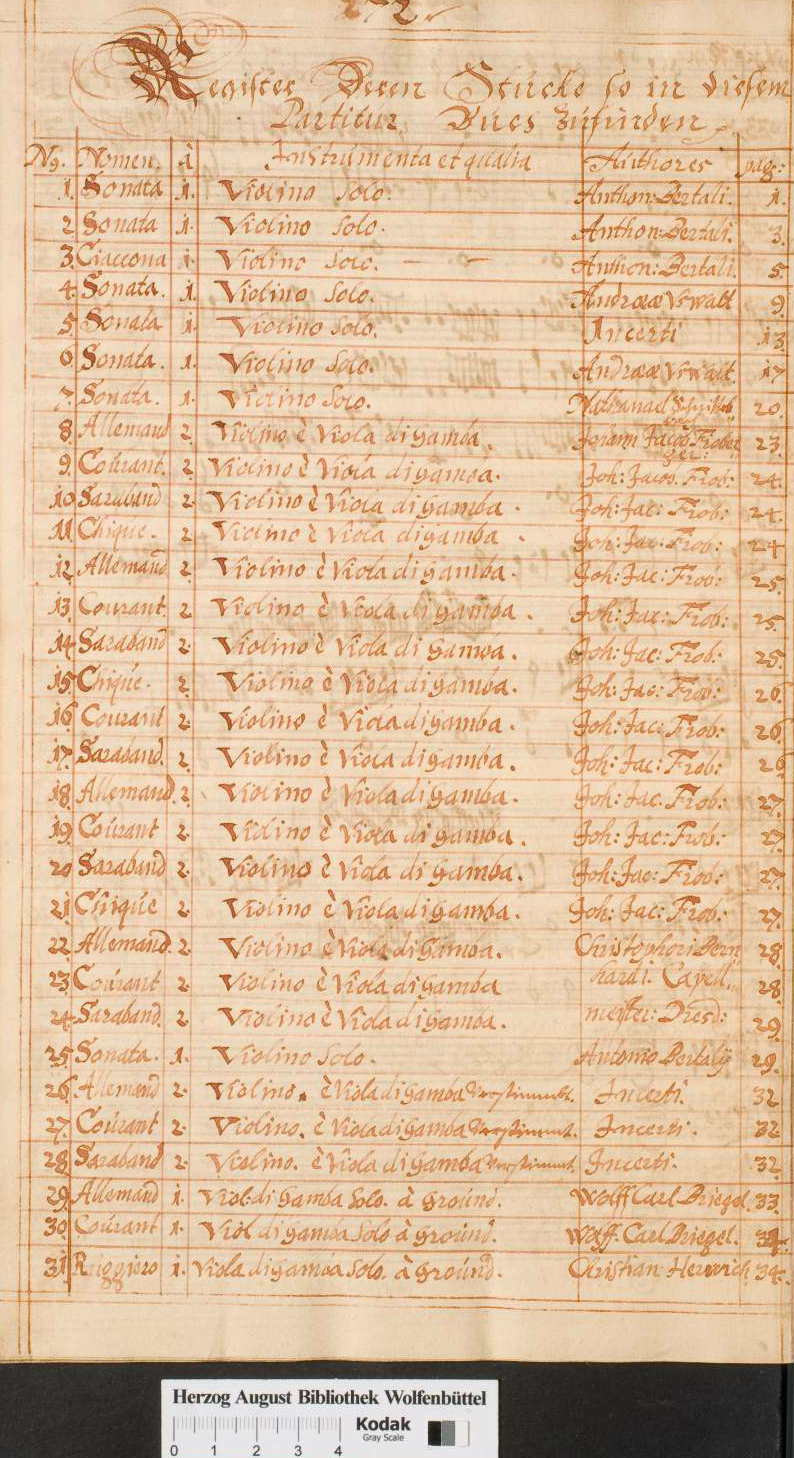
Die erste Seite des Registers des Partiturbuch Ludwig

Mit mindestens 17 Werken ist Antonio Bertali der im Partiturbuch am häufigsten vorkommende Komponist. Neben Musik von Johann Heinrich Schmelzer sind auch Kompositionen weniger bekannter Komponisten aus Thüringen und Sachsen vertreten, etwa von Johann Michael Nicolai oder Clementis, bei dem es sich um den aus Dresden stammenden Clemens Thieme (1631–1668) handeln könnte. Weitere Kompositionen stammen unter anderem von dem als Kirchenlied-Komponist bekannten Adam Drese, von Samuel Capricornus und Nathanael Schnittelbach.
Unter den Kompositionen des ersten Teils finden sich unter den Nummern 92 und 93 auch zwei Werke von Heinrich Bach (1615–1692), ein Vorfahre von Maria Barbara Bach, der ersten Frau Johann Sebastian Bachs. Durch einen im Bachjahr 1995 erschienenen Aufsatz von Ulrich Konrad, der diese Instrumentalstücke behandelt, stieß das Partiturbuch Ludwig überhaupt wieder auf Interesse der Musikpraxis.
Der zweite Teil besteht maßgeblich aus Triosonaten des weimar-eisenachischen Organisten Andreas Oswald.

## Bedeutung
Lange Zeit galt die Instrumentalmusik des 17. Jahrhunderts nördlich der Alpen durch hauptsächlich drei Quellen ausreichend repräsentiert: die umfangreiche Dübensammlung, die Sammlung Kromeriz sowie der von Franz Rost zusammengetragene Codex Rost. Das Partiturbuch Ludwig liefert indes einen ebenso bedeutenden, weil eigenständigen Beitrag. Schließlich ist seine Schnittmenge mit den anderen drei Quellen äußerst gering. Es ist für einige Werke die einzige Quelle, beispielsweise für die doppelchörig angelegte Sonata Tubicinum von Johann Heinrich Schmelzer. Dasselbe gilt für die Instrumentalkompositionen Christoph Bernhards.
Das Partiturbuch bietet einen breit aufgestellten Überblick über die maßgeblich deutsche Instrumentalmusik aus der Mitte des 17. Jahrhunderts. Die beteiligten Komponisten wirkten unter anderem in Weimar (Adam Drese), Stuttgart (Johann Michael Nicolai, Samuel Capricornus) und Lübeck (Nathanael Schnittelbach), aber auch in Wien (Antonio Bertali, Johann Heinrich Schmelzer). Darüber hinaus belegt es die schnelle Verbreitung einzelner Musikstücke wie der Sonata Concertata von Dario Castello, aber auch die eigenständig deutsche Rezeption der Violinkunst der Monteverdi-Schule.